# Bia (afrikansk mytologi)
För andra betydelser, se Bia.
Bia är en flodgud i mytologin hos Akanstammen i Ghana.
Bia var trätobroder till Tano, båda guds söner, och i en berättelse lyckas Tano lura Bia på dennes land intill floden som bär hans namn varpå Bia fick nöja sig med kargare marker.